# Oris Sanjur Fonseca
Oris Sanjur Fonseca (Santiago de Veraguas, Panamá, 21 de noviembre de 1966) es una científica en Biología Molecular y Evolución. Fue la primera mujer, y la primera persona de nacionalidad panameña, en dirigir el Instituto Smithsonian de Investigaciones Tropicales (STRI por sus siglas en inglés), con sede en Panamá. El cargo de directora interina lo ocupó desde el año 2020 hasta el 2021.
Fue reconocida como una de las 10 pioneras de la Ciencia, en 2013, por la Secretaría Nacional de Ciencia, Tecnología e Innovación (Senacyt) de Panamá
En 2021 recibió la Medalla de Oro del Secretario por Servicio Excepcional.

## Biografía
De padre veragüense y madre chiricana, se crio en la provincia de Chiriquí de Panamá. 
De pequeña quería ser biofísica; después se interesó por la genética
Estudió en la Universidad de Panamá la licenciatura en Biología, con especialización en Zoología.
Al graduarse, obtuvo una posición como asistente de laboratorio en la Universidad de Rutgers  y cursó un doctorado en Biología Celular y del Desarrollo con especialización en Biología Molecular y Evolución.
Como becaria, en 1998, estudió un posdoctorado en el Instituto Smithsonian y por más de 20 años realizó investigación utilizando técnicas de biología molecular para estudiar diversidad genética en varios grupos de organismos: peces, mosquitos, cocodrilos y plantas, entre otros.
Luego de completar esta etapa de investigación directa, se incorporó a la plataforma administrativa del STRI y colaboró con científicos panameños e internacionales

En este proceso de desarrollo profesional valoró el apoyo de sus padres, en particular cuando nació su única hija y cursaba el posdoctorado. Recordó en una entrevista: 
Quien cuidaba a mi bebé era mi papá. Mamá trabajaba y mi papá se acaba de jubilar. Así que él vino todos los días, por un periodo de dos años, y se encargaba, con la ayuda de la persona que atendía el hogar.

## Trayectoria

### Científica
Su etapa de pasantía la desarrolla en el STRI, en el año 1989, en calidad de asistente de investigación, y desde esa fecha comienza su relación con la institución en la cual desarrolló su tesis de licenciatura en Biología con base en un estudio genético de peces que viven en el Caribe y Pacífico panameño.
Su formación como bióloga molecular le permitió aplicar técnicas para estudiar diversidad y variación genética en diferentes organismos. Ha estudiado y trabajado con peces, plantas, cocodrilos, tapires y escorpiones.
Luego de completar su doctorado en biología celular y del desarrollo en Rutgers,regresa al STRI en 1998 como becaria posdoctoral.
En esta etapa de posdoctorado también colaboró con la paleobotánica o arqueobotánica estadounidense Dolores Rita Piperno, quien, a través de datos paleontológicos, busca claves sobre el surgimiento de especies domesticadas y los orígenes de la agricultura. Piperno tenía los datos paleontológicos sobre las cucurbitáceas (zapallo), pero le hacía falta información genética. Le propuso a Sanjur encargarse de hacer el estudio de los marcadores genéticos. 
La investigación reveló que entre Centroamérica y América del Sur, seis grupos distintos de pobladores prehispánicos lograron, cada uno por su lado, domesticar el zapallo con técnicas similares. Sin estas mejoras el ser humano no se habría beneficiado de este alimento. El zapallo silvestre es duro y sin sabor.
En colaboración con la doctora Miryam Venegas de Anaya y otros colegas, realizó Estudios de variabilidad genética en poblaciones de cocodrilos en Panamá y otras regiones de América.
Se utilizaron marcadores moleculares para entender la diversidad genética de cocodrilos en Panamá, lo cual aporta datos valiosos para definir planes de conservación. 
Estudios de poblaciones de mosquitos en bosques prístinos y en bosques intervenidos para entender la ecología de enfermedades infecciosas, fue investigación que hizo con el Dr. José Loaiza y otros científicos. Le permitió generar una investigación comparativa y entender mejor los potenciales patrones de transmisión de enfermedades infecciosas

### Administrativa
Como científica administró durante una década el laboratorio de Evolución Molecular de STRI, publicó numerosos artículos y presentó diversidad de reuniones científicas, luego de lo cual es nombrada directora asociada de administración científica. 
En los cargos de administración le tocó fortalecer la plataforma de programas científicos con estudiantes, pasantes e investigadores, además de funcionar como puente entre la gestión operativa y el quehacer científico. 
En junio de 2020 fue designada directora interina de la institución científica, en medio de la circunstancia de la pandemia a causa de COVID-19.
Queda a cargo de 400 empleados, incluyendo 40 científicos permanentes, y unos 350  proyectos de investigación científica. Se convirtió en la primera mujer latinoamericana en ocupar ese cargo. Lo hizo durante 13 meses.
En esta etapa, le correspondió asegurar que las labores científicas esenciales no se vieran truncadas durante el confinamiento y trabajar muy de cerca con el personal científico y administrativo, gracias a lo cual se lograron mantener las colecciones vivas y operaciones básicas del Instituto a pesar de las restricciones de movilidad. También se cercioró de brindar el apoyo de emergencia requerido a otras instituciones científicas, con los equipos y reactivos necesarios para hacerle frente a la crisis de salud pública.
Este particular esfuerzo fue reconocido con la Medalla de Oro del Secretario por Servicio Excepcional, en ceremonia celebrada en el año 2021 en Washington.

Desde el 2021 hasta febrero de 2023 fue la subdirectora del STRI. Desde esa fecha pasa a ocupar la posición de subdirectora interina de Diversidad del Instituto Smithsonian con sede en Washington D. C, con responsabilidades tanto en Estados Unidos como en Panamá. 
Además de la ciencia, mi otra pasión es la educación. Soy firme creyente de que la educación te brinda oportunidades y abre puertas. De manera que una de mis metas personales es el continuar apoyando a la ciencia y a la educación como motores de desarrollo para Panamá.

## Premios y reconocimientos
- Reconocimiento como una de las Diez Mujeres Pioneras en la Ciencia en Panamá. Por la Secretaría Nacional de Ciencia, Tecnología e Innovación. 2013
- Premio “Mujer Destacada del Año 2015” – Asociación Panameña de Ejecutivos de Empresas (Apede). 2015
- Inclusión en el libro «Aquellos que inspiran – Panamá» 2019
- Doctorado honoris causa, otorgado por la Universidad Especializada de las Américas (Udelas). 2021
- Reconocimiento del Secretario del Instituto Smithsonian con la Medalla de Oro por Servicio Excepcional. 2021
- Incluida en la lista de “100 Mujeres Poderosas de Centroamérica”. Revista Forbes. 2021.[9]

## Publicaciones
- Relación filogenética entre especies domesticadas y silvestres de Cucurbita (Cucurbitaceae) inferida de un gen mitocondrial: Implicaciones para la evolución de plantas de cultivo y áreas de origen. PNAS (2002)
- Uso de marcadores moleculares para estudiar la domesticación de plantas: El caso de Cucurbita. En: David M. Reed (Ed.) Arqueología biomolecular: Enfoques genéticos del pasado (2005)
- Ecología Poblacional del Cocodrilo Americano (Crocodylus acutus) en el Parque Nacional Coiba, Panamá. Revista de Herpetología (2015)
- La genómica comparativa revela una evolución acelerada en las vías conservadas durante la diversificación de los lagartos anolis. Biología y evolución del genoma (2018)
- Perturbación forestal y enfermedades transmitidas por vectores en la selva tropical de tierras bajas del centro de Panamá. Medicina tropical y salud internacional: TM & IH (2019)
- Pasado, presente y futuro de la diplomacia científica en el Smithsonian. AAAS Ciencia y Diplomacia, Edición Especial.